# Guillem Pabord
Guillem Pabord (nascut a Areny de Noguera (Ribagorça), segona meitat del segle xiv - mort a Lleida després de 1456), fou un jurista i escriptor català en llengua llatina.

## Biografia[1]
Realitzà els seus estudis a la Universitat de Lleida, d'on després fou professor.
Fou un jurista de reputació en el seu temps.

## Obres
- De pace et treuga ad consiliarios et probos homines Barcinonenses et al Gaufridum de Ortigis, cancelarium regentem.

- Glossae super uariis usaticis simili modo, et de iurisdictione regia et de nominibus Baronum Cataloniae, de processu pacis et treugae Barcinone et de constitutionibus Cathaloniae ...
- An terratenentes teneantur contribuere in quaestiis exactionibus et aliis muneribus cum incolis illius ciuitatis uilli uel loci in cuius territorio terrae possident.
- An Ioannis Sulla et alii uassalli prescribant contra in questibus et communibus et aliis exactionibus.